# Гибсон, Ричард (футболист)
Ри́чард Са́мьюэл Ги́бсон (англ. Richard Samuel Gibson; февраль 1889 — дата смерти неизвестна) — английский футболист, крайний нападающий.

## Биография
Уроженец Холборна, Лондон, Гибсон выступал за местный любительский клуб «Салтан» (англ. Sultan F.C.). В 1911 году стал игроком клуба «Бирмингем», выступавшего во Втором дивизионе Футбольной лиги. В 1915 году официальные турниры в Англии были приостановлены в связи с Первой мировой войной. После возобновления соревнований в 1919 году Гибсон продолжил играть за «Бирмингем». В общей сложности он провёл за клуб 120 матчей и забил 19 мячей, в том числе 110 матчей и 16 мячей в лиге. В сезоне 1920/21 помог команде выиграть Второй дивизион и выйти в Первый дивизион.
В июне 1921 года перешёл в «Манчестер Юнайтед» за 250 фунтов. Дебютировал за клуб 27 августа 1921 года в матче Первого дивизиона против «Эвертона» на «Гудисон Парк», в котором «Юнайтед» был разгромлен со счётом 5:0. Всего в сезоне 1921/22 провёл за «Манчестер Юнайтед» 12 матчей. По итогам того сезона «Юнайтед» покинул высший дивизион, а Гибсон покинул «Манчестер Юнайтед». Дальнейшая его судьба неизвестна.

## Достижения
Бирмингем
- Победитель Второго дивизиона: 1920/21

## Статистика выступлений
| Клуб              | Сезон            | Лига | Лига | Кубок | Кубок | Итого | Итого |
| Клуб              | Сезон            | Игры | Голы | Игры  | Голы  | Игры  | Голы  |
| ----------------- | ---------------- | ---- | ---- | ----- | ----- | ----- | ----- |
| Бирмингем         | 1911/12          | 22   | 1    | 1     | 0     | 23    | 1     |
| Бирмингем         | 1912/13          | 15   | 0    | 0     | 0     | 15    | 0     |
| Бирмингем         | 1913/14          | 18   | 3    | 2     | 0     | 20    | 3     |
| Бирмингем         | 1914/15          | 38   | 10   | 5     | 3     | 43    | 13    |
| Бирмингем         | 1919/20          | 10   | 2    | 2     | 0     | 12    | 2     |
| Бирмингем         | 1920/21          | 7    | 0    | 0     | 0     | 7     | 0     |
| Бирмингем         | Итого            | 110  | 16   | 10    | 3     | 120   | 19    |
| Манчестер Юнайтед | 1921/22          | 11   | 0    | 1     | 0     | 12    | 0     |
| Манчестер Юнайтед | Итого            | 11   | 0    | 1     | 0     | 12    | 0     |
| Всего за карьеру  | Всего за карьеру | 121  | 16   | 11    | 3     | 132   | 19    |